# 卡布維頓微眉䲁
卡布維頓微眉䲁，為輻鰭魚綱鳚形目䲁科微眉䲁屬的一種，分布於中東大西洋維德角群島海域，為特有種，體長可達4公分，棲息在沿岸淺水域，雌魚產附著性卵，雄魚有護卵行為，生活習性不明。